# Viktor IV. (Oktavian)
Viktor IV. (* 1095 als Octaviano de’ Crescenzi Ottaviani de Monticelli in Tivoli; † 20. April 1164 in Lucca) war von 1159 bis 1164 Gegenpapst zu Alexander III. Er ist nicht mit dem gleichnamigen Viktor IV. (Gregorio Conti von Ceccano) zu verwechseln, der 1138 Gegenpapst war.

## Leben
Octaviano de Monticelli stammte aus einer Seitenlinie des Geschlechts der Crescentier, wodurch er, nach Ansicht seiner Zeitgenossen, mit dem europäischen Hochadel verwandt war. 1138 wurde er zum Kardinaldiakon von San Nicola in Carcere und 1151 zum Kardinalpresbyter von Santa Cecilia ernannt.
Bei der Papstwahl am 7. September 1159 war Octaviano der Kandidat von Kaiser Friedrich Barbarossa. Nachdem er bei der Wahl seinem Kontrahenten Roland Bandinelli unterlegen war, der sich Papst Alexander III. nannte, ließ er sich von bewaffneten Anhängern zum Papst ausrufen und empfing am 4. Oktober 1159 unter dem Schutz des Kaisers die päpstlichen Weihen.
Obwohl Alexander III. in der Folge ins Exil nach Frankreich fliehen musste, gelang es Viktor nicht, sich außerhalb des von Barbarossa beherrschten Imperiums Anerkennung zu verschaffen.

## Nachleben
Octaviano de Monticelli starb 1164 in Lucca und wurde im Dom zu Lucca beigesetzt. Als von Wundern an seinem Grabe berichtet wurde, ließ Papst Gregor VIII. im Jahre 1187 das Grab aufbrechen und räumte es persönlich von Gebeinen frei. Ein wundertätiger Gegenpapst störte seine Politik.
Mit dem Tod des Gegenpapstes war das Schisma allerdings nicht beendet. Vielmehr versuchte die kaiserliche Partei mit den Gegenpäpsten Paschalis III. (1164–1168), Calixt III. (1168–1178) und Innozenz III. (1179–1180) ihren Widerstand gegen Alexander III. fortzusetzen.